# Gretz-Armainvilliers
Gretz-Armainvilliers [gʁɛts aʁmɛ̃vilje] ist eine französische Gemeinde mit 8682 Einwohnern (Stand 1. Januar 2022) im Département Seine-et-Marne in der Region Île-de-France. Die Gemeinde liegt in der Region Brie.

## Lage
Der Ort Tournan-en-Brie liegt östlich, der Ort Chevry-Cossigny liegt südwestlich von Gretz-Armainvilliers. Paris liegt 32 Kilometer entfernt im Westen.

## Sehenswürdigkeiten
- Kirche Saint-Jean-Baptiste, erbaut ab dem 13. Jahrhundert (siehe auch: Liste der Monuments historiques in Gretz-Armainvilliers)

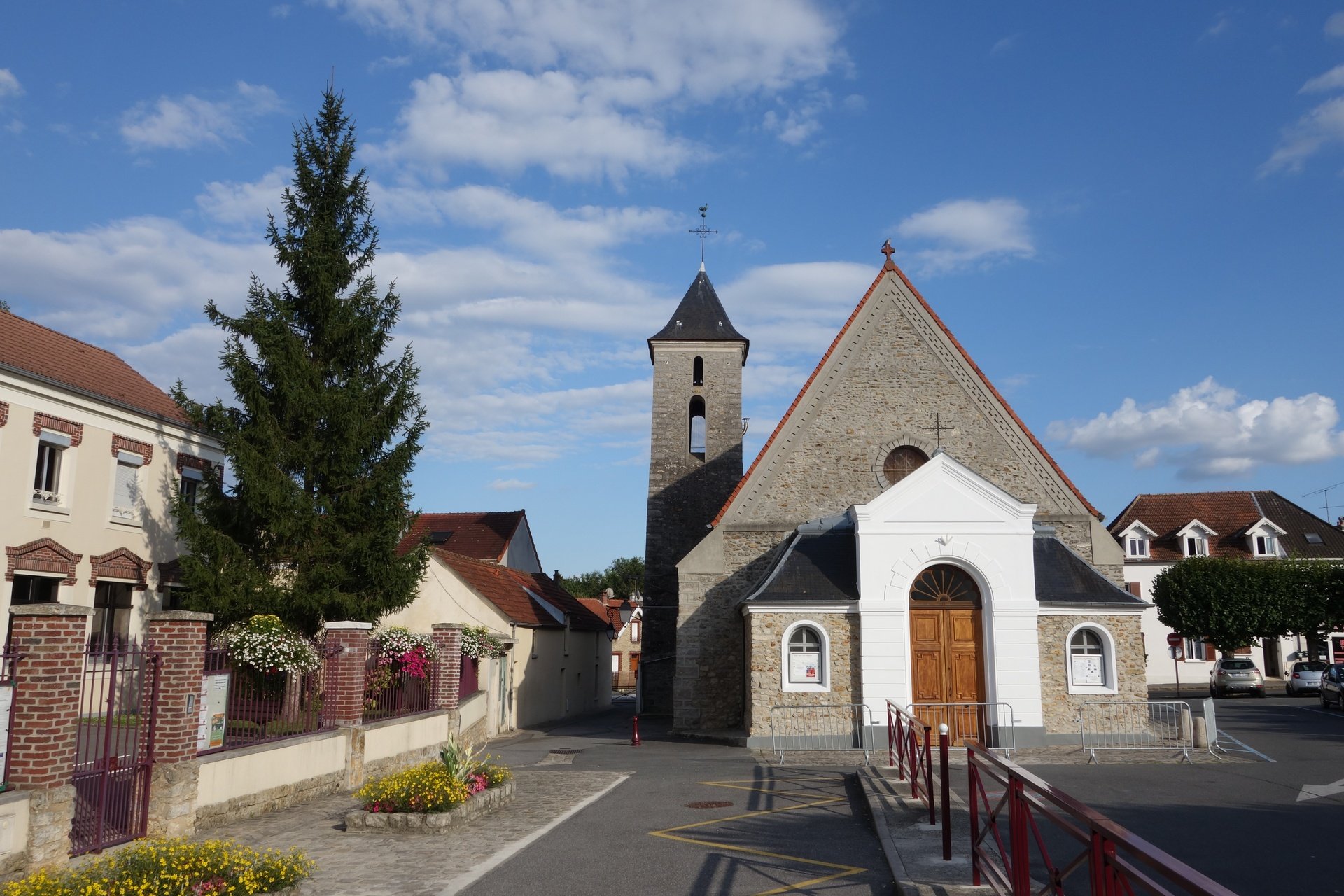
Kirche Saint-Jean-Baptiste
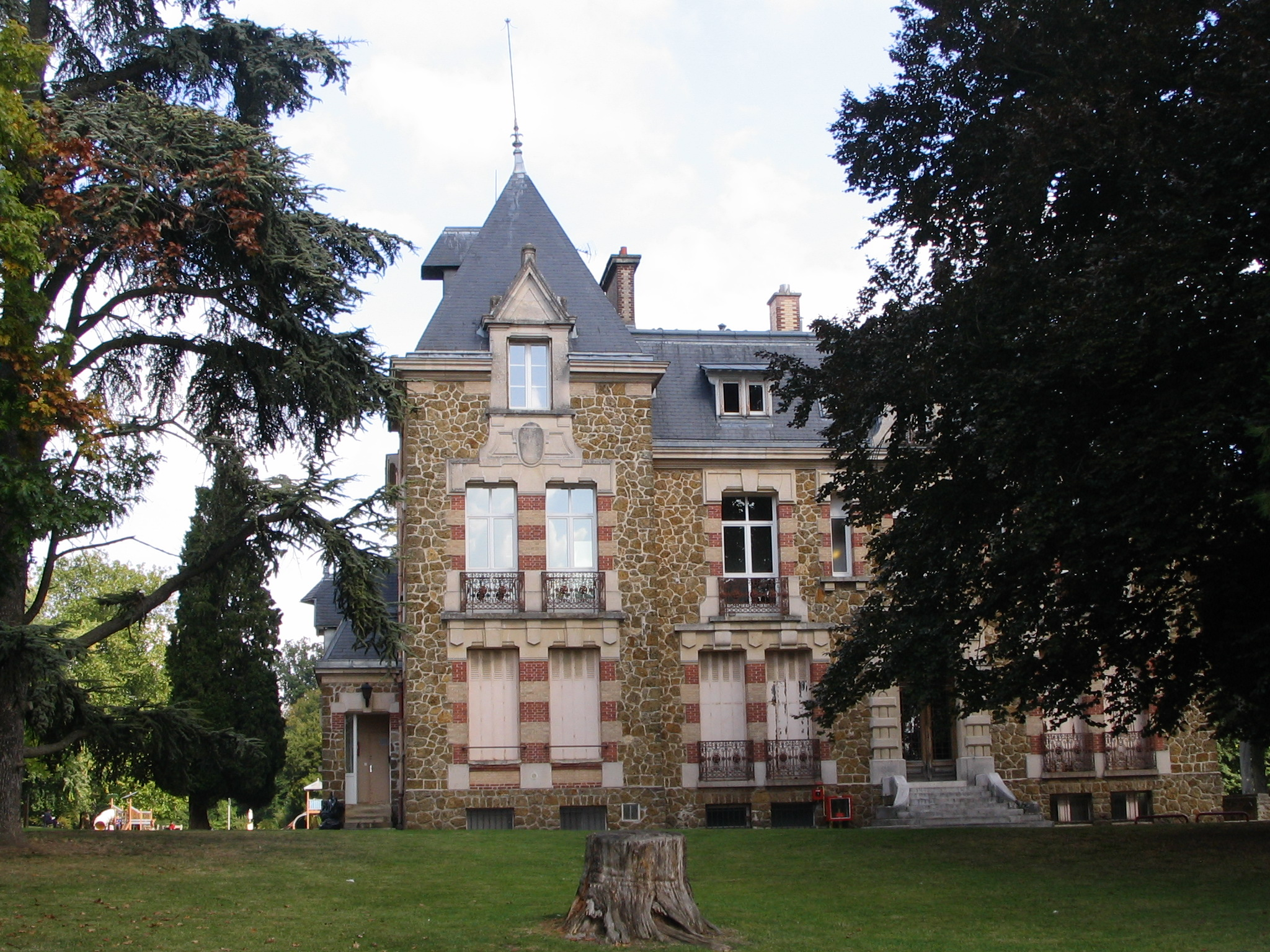
Château du Val des Dames
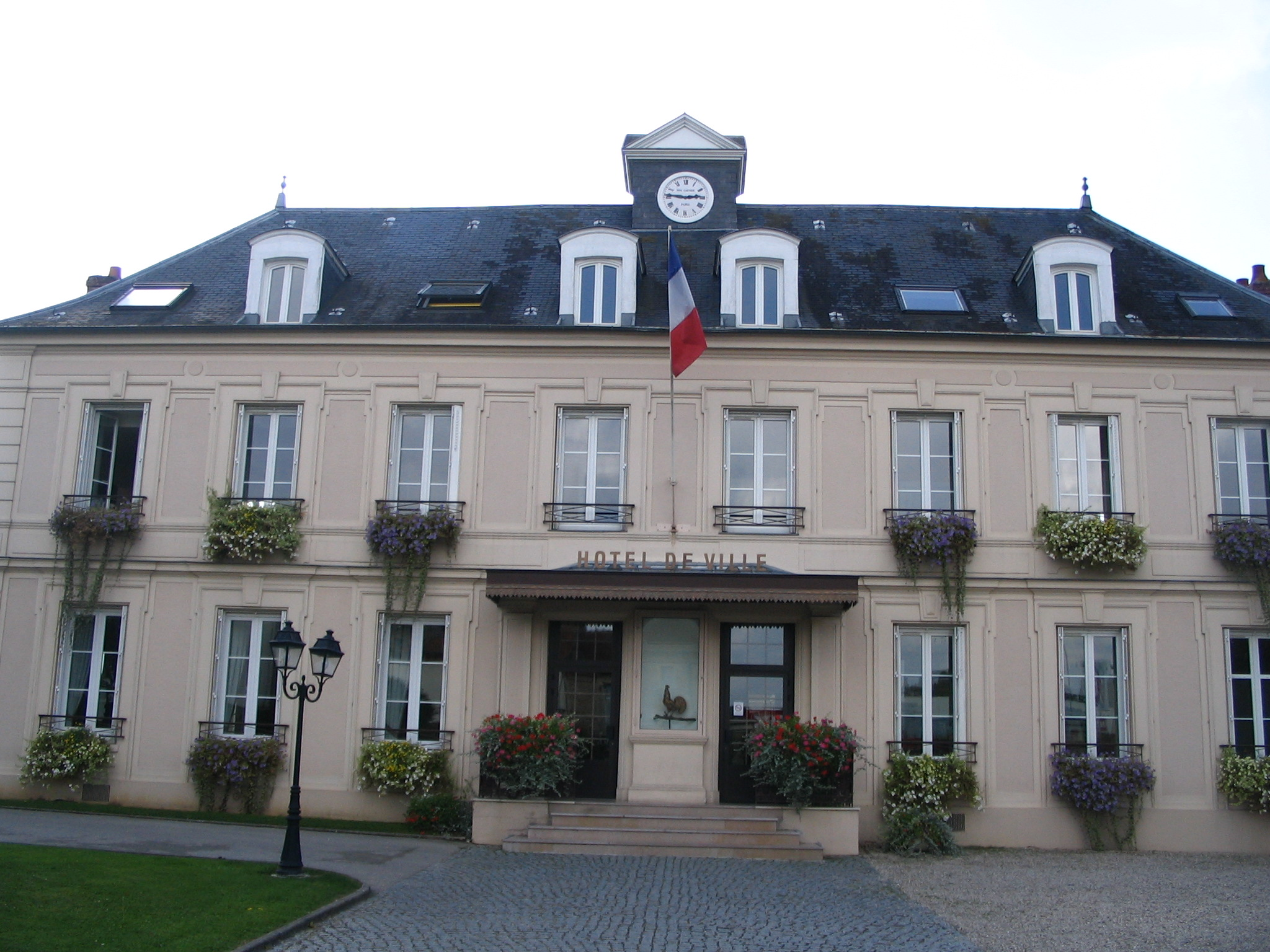
Mairie (Rathaus)

## Persönlichkeiten
Der Flugpionier Clément Ader (1841–1925) führte hier 1890 Versuche mit einem selbst gebauten Flugapparat durch, die aber nicht erfolgreich waren.
Der Ort ist vor allem als Geburtsort von Maurice Papon (1910–2007) bekannt. Dieser war trotz seiner Funktion im Vichy-Regime in der Nachkriegszeit hoher Beamter, Polizeipräfekt von Paris und Minister, bevor er wegen seiner Beteiligung an der Deportation von Juden angeklagt und verurteilt wurde. Von 1955 bis 1958 war er Bürgermeister seines Heimatortes.